# Eusebius ze Samosaty
Eusebius ze Samosaty (zemřel kolem roku 379) byl odpůrce ariánství a mučedník římskokatolické a pravoslavné církve.

## Životopis
Vše, co je o Eusebiovi známo, je shromážděno z dopisů Basileia Velikého a Řehoře z Nazianzu. Roku 361 se Eusebius stal biskupem syrského města Samosata. Během pronásledování ortodoxních křesťanů za vlády císaře Juliana cestoval přes Sýrii, Palestinu a Fénicii v přestrojení za vojenského důstojníka a vysvěcoval presbytery a jáhny. 
V roce 374 císař Valens vyhnal Eusebia do Thrákie, na Balkánském poloostrově. Po císařově smrti roku 378 se Eusebius vrátil zpátky do Samosaty. Když došel do obce Dolikha (dnešní turecká obec Dülük), aby vysvětil biskupa, byl zabit poté, co byl zasažen do hlavy střešní taškou, kterou hodila ariánská žena.

## Úcta
Jeho liturgická památka se slaví 21. června v římskokatolické církvi, zatímco 22. června v pravoslavné církvi. V křesťanské ikonografii je Eusebius zobrazován v biskupském oděvu s prošedivělým plnovousem, jak drží evangelium.